# لوئیس اینگلیش
لوئیس اینگلیش (انگلیسی: Louise English؛ زادهٔ ۲۷ آوریل ۱۹۶۲) بازیگر، خواننده، هنرمند رقص و مدل اهل بریتانیا است. وی از سال ۱۹۷۰ میلادی تاکنون مشغول فعالیت بوده‌است.
از فیلم‌ها یا مجموعه‌های تلویزیونی که وی در آن‌ها نقش داشته‌است، می‌توان به بنی هیل شو و ایست‌اندرز اشاره نمود.